# Cream-Cracker

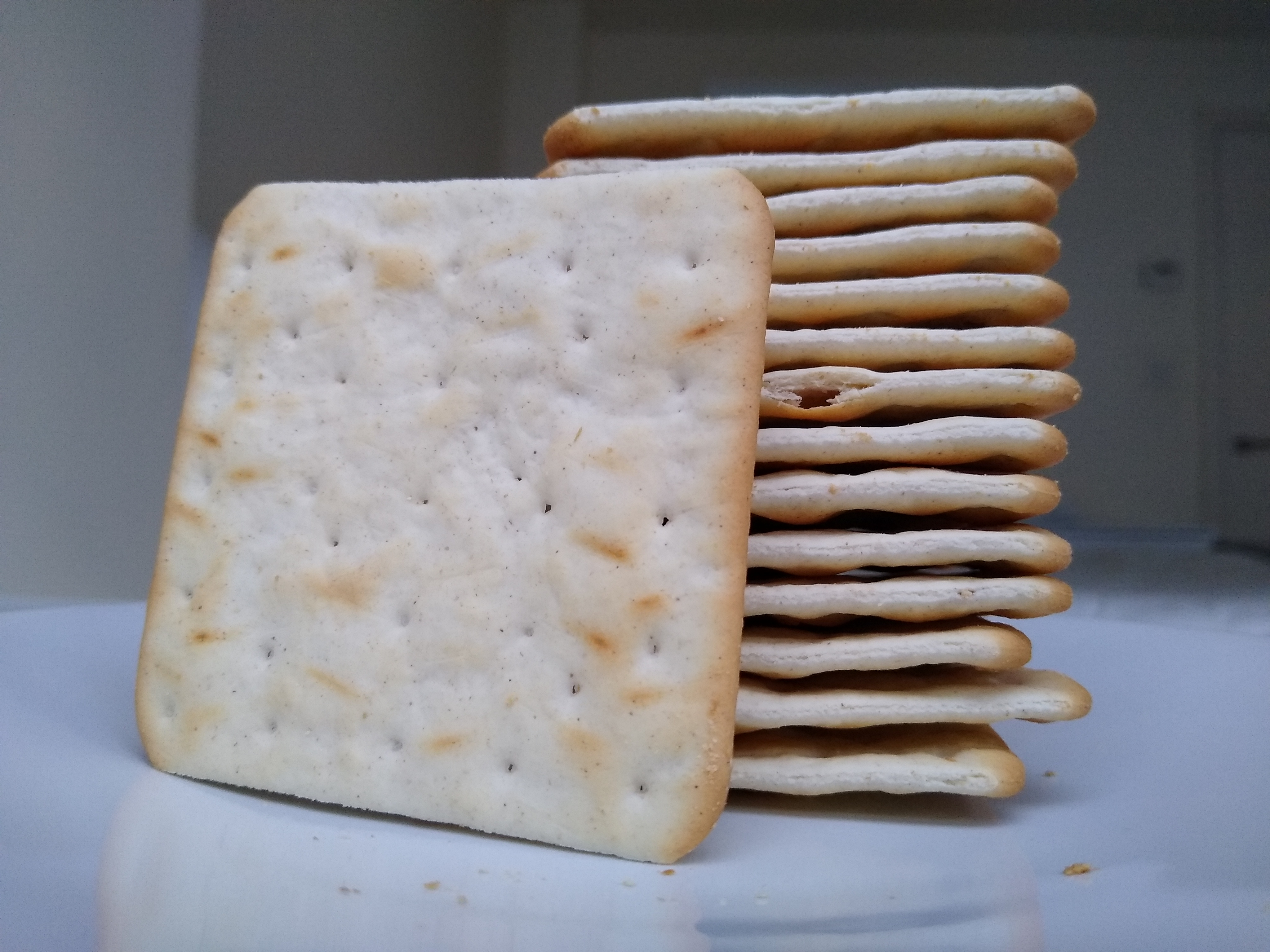
Jacob’s cream crackers

Der Cream-Cracker ist ein ungesüßter, blättriger Kräcker, das aus einem gegarten Teig bereitet wird. Anders als Brotteig hat der Cream-Cracker-Teig einen Fettgehalt von etwa 14 % Fett berechnet auf das Mehlgewicht. Die rechteckigen Kekse werden vorzugsweise zu Käse gegessen. Erfunden wurden sie 1885 im irischen Dublin von W. and R. Jacob, heute unter dem Namen Jacob’s.

## Herstellung
Für Cream-Cracker können zweierlei Gärungsbedingungen bei der Teigführung angewandt werden, die zwischen etwa vier Stunden bei einem All-in-Teig (bei dem eine mechanische Entwicklung die Teigruhe ersetzt), oder fast 24 Stunden beim üblichen Vorteig-Teig-Verfahren variieren. Der reife Teig wird gewalzt und gefaltet bis der Endteig aus gewöhnlich zwölf Teigschichten besteht, von denen einige durch eine dünne Schicht einer Fett- und Mehlmischung voneinander getrennt sind. Der dünn ausgewalzte Teig wird in Rechtecke geschnitten und gebacken.
Einige Fabriken stellen im Vereinigten Königreich Cream-Cracker nach dem verkürzten Verfahren her, das viele Vorzüge des Chorleywood-Verfahrens (mit besonders feinen und wattigen Porenstruktur) aufzuweist und patentiert wurde.